# Kaiser-Fleetwings XBTK
Kaiser-Fleetwings XBTK là một loại máy bay ném bom ngư lôi và ném bom bổ nhào được phát triển cho Hải quân Hoa Kỳ từ năm 1944.

## Biến thể
XBTK-1

## Quốc gia sử dụng
Hoa Kỳ
Hải quân Hoa Kỳ

## Tính năng kỹ chiến thuật (XBTK-1)
Dữ liệu lấy từ From Torpedo and Scout Bombers to Attack Aircraft
Đặc điểm tổng quát
- Kíp lái: 1
- Chiều dài: 38 ft 11 in (11.86 m)
- Sải cánh: 48 ft 8 in (14.83 m)
- Chiều cao: 15 ft 8 in (4.78 m)
- Diện tích cánh: 380 ft2 (35.30 m2)
- Trọng lượng rỗng: 9.959 lb (4.517 kg)
- Trọng lượng có tải: 15.782 lb (7.159 kg)
- Động cơ: 1 × Pratt & Whitney R-2800-34W kiểu động cơ piston 18 xy-lanh, 2.100 hp (1.566 kW) mỗi chiếc

Hiệu suất bay
- Vận tốc cực đại: 373 mph (600 km/h)
- Tầm bay: 1.400 dặm (2.205 km)
- Trần bay: 33.400 ft (10.180 m)
- Vận tốc lên cao: 3.550 ft/min (18 m/s)

Vũ khí trang bị
- 2 x pháo 20 mm
- 1 giá treo giữa máy bay mang 907 kg (2,000 lb)
- 2 giá treo dưới cánh mang 454 kg (1,000 lb)
- 8 bệ phóng rocket 12,7 cm (5 in) HVAR